# Ngalula Fuamba
Pas d'image ? Cliquez ici

b Matchs officiels uniquement.
Ngalula Fuamba est une joueuse internationale de rugby à XV canadienne née le 28 novembre 1994, évoluant au poste de troisième ligne centre.

## Biographie
Ngalula Fuamba naît le 28 novembre 1994. En 2022 elle joue pour le club de Town of Mont-Royal à Toronto. Elle a déjà 8 sélections en équipe nationale quand elle est retenue en septembre 2022 pour disputer sous les couleurs de son pays la Coupe du monde de rugby à XV en Nouvelle-Zélande.